# One world (canción)
«One World» "Un Mundo" es el título del primer sencillo del tercer álbum de The Cheetah Girls, llamado The Cheetah Girls 3: One World (álbum). La canción es del más reciente álbum, así como el título de la canción. Esta es la primera canción de las Cheetah Girls que se muestra en TV, y no tiene la ayuda vocal de Raven Symoné.

## Vídeo musical
El vídeo fue lanzado el 13 de junio de 2008 en Disney Channel. Los clips del vídeo muestran los anuncios de promoción para la pequeña serie "Road to Cheetah Girls: One World" que también se transmite por Disney Channel. 
Dirigido por Poel Hoen, director de la película, el vídeo es un clip de la película. El vídeo fue filmado en Udaipur, Rajastán, en la India. El vídeo gira en torno a la realización de las niñas la canción alrededor de la ciudad vestido con atuendo tradicional indio.

## Características
One World muestra el uso de instrumentos tradicionales indios, como el sitar, el sarod, y el shehnai.

## Listas
| Listas (2008)       | Posición máximo |
| ------------------- | --------------- |
| Radio Disney Top 30 | 8               |